# Onésime Boucheron
Pour les articles homonymes, voir Boucheron.
 Onésime Boucheron, né le 10 février 1904 à Meung-sur-Loire (Loiret) et mort le 2 juin 1996 à Blois, est un coureur cycliste français. Professionnel de 1926 à 1937, il courut les courses de six jours.

## Palmarès sur route
- 1926
  -  Champion de France des aspirants
  - Limoges-Saint-Léonard-Limoges
  - Paris-Dieppe
  - 3e du Tour de Corrèze
- 1927
  - Circuit boussaquin
  - 2e de Paris-Épernay

## Palmarès sur piste
- 1928
  - Six Jours de Paris (avec Alessandro Tonani)
  - Prix du Salon (avec Alessandro Tonani)
  - 2e des Six Jours de Milan
- 1929
  - 3e des Six Jours de Saint-Étienne (avec René Hournon)[1]
  - 3e du Prix Hourlier-Comès
- 1930
  - Prix Dupré-Lapize (avec Armand Blanchonnet)
- 1931
  - 3e des Six Jours de Paris
- 1934
  - 3e du Prix Hourlier-Comès
- 1936
  - 2e des Six Jours de Saint-Étienne
- 1937
  - 3e des Six Jours de Saint-Étienne